# Неонові маніяки
Неонові маніяки (англ. Neon Maniacs) — американський фільм жахів 1986 року.

## Сюжет
У Сан-Франциско під мостом «Золоті ворота» живуть незвичайні мутанти. На поверхні землі вони з'являються лише по ночах, вбивають людей і забирають їх тіла до себе. Одного разу вони вбивають друзів чарівної дівчини Наталі, якій вдається втекти. Вона розповідає, що бачила незвичайних монстрів, але їй ніхто не вірить. Коли мутанти знову виходять, щоб убити свідка, Наталі доводиться вчитися, як постояти за себе.

## У ролях
| Актор                   | Роль               |
| ----------------------- | ------------------ |
| Клайд Хейес             | Стівен             |
| Лейлані Сарелл          | Наталі             |
| Донна Лок               | Паула              |
| Віктор Брандт           | Девін              |
| Девід М'юїр             | Вайлі              |
| Марта Кобер             | Лорейн             |
| П.Р. Пол                | Юджин              |
| Джефф Тайлер            | Воллі              |
| Ембер Деніс Остін       | Ліза               |
| Джеймс Ачесон           | Рей                |
| Чак Хемінгуей           | Гері               |
| Бо Сабато               | Манелло            |
| Джессі Лоуренс Фергюсон | Карсон             |
| Джон Лафайетт           | Томас              |
| Джин Бікнелл            | Коззі              |
| Кетрін Герд             | Сью                |
| Франк Балено            | Джо                |
| Елізабет Лорен          | подруга, що очікує |
| Тріш Дулан              | Донна              |
| Ендрю Дівофф            | Док                |